# شيري موراغا
شيري موراغا (مواليد 25 سبتمبر، 1952) هي كاتبة وناشطة نسوية وشاعرة وكاتبة مقالات وكاتبة مسرحية أمريكية مكسيكية، وهي عضوة في الهيئة التدريسية في جامعة كاليفورنيا، سانتا باربرا في قسم اللغة الإنجليزية. تعد موراغا أيضًا عضوة مؤسسة في مجموعة ناشطي العدالة الاجتماعية لا ريد شيكانا إنديغينا وهي منظمة من الأمريكيين المكسيكيين الذين يقاتلون من أجل الحصول على التعليم وحقوق الثقافة وحقوق السكان الأصليين.

## بداية حياتها
ولدت موراغا بتاريخ 25 سبتمبر، 1952 في مقاطعة لوس أنجلس، كاليفورنيا. كتبت موراغا في مقالها «لا غويرا» عن تجربتها كطفلة لأب أبيض وأم مكسيكية، قائلة: «إنه لأمر مخيف أن أقر أنني تعرضت للعنصرية والطبقية، حيث لم يكن الهدف من هذا الاضطهاد فقط الشخص الخارجي الذي أبدو عليه، بل أيضًا الشخص الذي في داخلي». أشادت موراغا بأمها التي كانت الملهم الرئيسي لها لتصبح كاتبة، مشيرة إلى أنها كانت راوية قصص بارزة.
التحقت بكلية إيماكيوليت هارت في لوس أنجلس، وحصلت على درجة بكالوريوس في اللغة الإنجليزية في عام 1974. انضمت بعد التحاقها بفترة قصيرة إلى صف للكتابة في مبنى النساء وأنتجت أولى قصائدها عن المثلية. انتقلت في عام 1977 إلى سان فرانسيسكو حيث أعالت نفسها وعملت كنادلة، وأصبحت ناشطة سياسيًا كنسوية ناشئة واكتشفت نسوية النساء الملونات. حصلت على درجة الماجستير في الكتابات النسوية من جامعة سان فرانسيسكو عام 1980.

## كتاباتها ومواضيعها
نُسب الفضل لموراغا (من قبل من؟) باعتبارها واحدة من الكتاب القلائل الذين كتبوا وطرحوا نظرية السحاقية لدى المرأة الأمريكية المكسيكية. تضمنت مواضيع كتاباتها التقاطعات بين النوع الاجتماعي (الجندر) والجنسانية والعرق، لا سيما في الإنتاج الثقافي للنساء ذوات البشرة الملونة. تميزت أعمال موراغا في مجلة تاتيانا دي لا تيرا اللاتينية للسحاقيات إيستو مو تيان نومبر، التي سعت لإعطاء المعلومات للمثليات اللاتينيات وتمكينهن من خلال أعمال كتّاب مثل موارغا.

### الجنسانية
موراغا مثلية الجنس بشكل علني، وقد انفتحت على مثليتها بعد سنوات دراستها الجامعية. قارنت موراغا في «لا غويرا» بين التمييز الذي عانت منه كسحاقية وبين تجربة والدتها كامرأة مكسيكية فقيرة وغير متعلمة، قائلة «إن سحاقيتي هي الطريق الذي تعلمت من خلاله الكثير عن الصمت والقمع، وما تزال أهم تذكير عملي لي بأننا لسنا بشرًا أحرارًا». بدأت موراغا بعد إفصاحها عن مثليتها، تكتب بكثافة أكبر وانضمت إلى الحركة النسوية. تستشهد موراغا في كتابها الحب في سنوات الحرب، بمختارات من كتاب النظام الأبوي الرأسمالي: قضية للنسوية الاشتراكية كمصدر للإلهام عند إدراكها لهويتها المتداخلة كمثلية أمريكية مكسيكية، قائلةً: «جعل ظهور كلمات هذه الأخوات في المطبوعات فجأةً، بصفتهن مثليات ذوات بشرة ملونة، من الممكن بالنسبة لي أن أضع نفسي كأمريكية مكسيكية وكمثلية في مركز نشاط حركتي».